# Agustín García Arrieta
Agustín García Arrieta (Cuéllar, 28 d'agost de 1768 - París, 24 de desembre de 1834), escriptor, erudit i cervantista espanyol, teoritzador de l'estètica neoclàssica.
Fill d'Ángel García Muñoz i de Dorotea Arrieta Merino. i germà del metge Eugenio García Arrieta, es va educar amb la intenció de seguir una carrera eclesiàstica, però va perdre la vocació. Es va graduar com a batxiller en filosofia i teologia, i va entrar com a professor de disciplina eclesiàstica, dret natural i de gents i història literària als Reials Estudis de San Isidro a Madrid. En 1793 el seu Ensayo sobre la moral de los deístas o naturalistas no va superar la censura ("pel perill que podrà ocasionar la seva lectura als ignorants") i, per tant, no va ser publicat. Va passar a oficial o escrivà de la seva biblioteca des de l'11 de setembre de 1798; director interí en 1812 i bibliotecari propietari dels mateixos des de 1814 a 1816, any aquest en què va marxar a la Biblioteca Reial, per tornar de nou a la de San Isidro entre 1820 i 1822 amb la nova expulsió dels jesuïtes. En 1815 va ser escollit acadèmic supernumerari (sense plaça) de la Reial Acadèmia de la Llengua, i va ocupar un lloc vacant en 1818. Va ingressar també en l'Academia Latina Matritense, i en la políticament moderada societat de l'anell el 25 de maig de 1822. També va ser des de novembre d'aquest any bibliotecari de la Universitat Central fins a la invasió dels Cent Mil Fills de Sant Lluís en 1823. Es va refugiar a França i va romandre a París durant dotze anys, lliurat a les seves edicions cervantines i altres treballs literaris. Va morir segons uns el 2 d'abril de 1835, segons uns altres el 24 de desembre de 1834.
Va fer traduccions de l'italià i del francès com Las leyes eclesiásticas sacadas del Nuevo Testamento (Madrid, Benito Cano, 1793), i la Introducción a la Sagrada Escritura de Bernard Lamy (Madrid, Benito Cano, 1795), destinades probablement a servir de llibres de text en els Estudis de San Isidro. També va traduir i va refondre des del francès comèdies alemanyes, entre les quals destaca un dels majors èxits teatrals de llavors, La misantropía y el arrepentimiento, d'August von Kotzebue (Madrid, Fermín Villalpando, 1800); una altra és El Conde de Olsbach, de Johann Christian Brandes (Madrid, Benito García, 1801). Quedà inèdita la seva refundició de La bella malmaridada de Lope de Vega. A més va reunir màximes i aforismes de François Fénelon (El espíritu de Telémaco, Madrid, 1796) i de Cervantes (Espíritu de Miguel de Cervantes Saavedra, Madrid, 1814). És aquesta la primera edició coneguda de La tía fingida, novel·la atribuïda a Miguel de Cervantes que figura anònima al manuscrit de Porras de la Cámara, descobert per ell a la Biblioteca de San Isidro i format per les seves obres i altres enginys del Segle d'Or.
Va editar també unes Obras escogidas de Cervantes en deu volums (Paris, Librería Hispano Francesa de Bossange padre, 1826, reimpresa por Firmin Didot, 1827). Aquesta magna obra comprenia el Quijote (I-VI), les Novelas ejemplares (VII-IX) i el Teatro (X). L'edició del Quijote és potser la millor entre les anteriors a Diego Clemencín Viñas (1833).
La seva obra més important va ser, no obstant això, la, més que traducció, refundició en nou volums del tractat de Charles Batteux Principios filosóficos de la literatura, o Curso razonado de bellas letras y de bellas artes. Obra escrita en francés por el señor abate Batteux... Traducida al castellano e ilustrada con algunas notas críticas y varios apéndices sobre la literatura española... Madrid, Sancha, 1797-1805, dedicada al Príncep hereu de Parma, mecenes de l'obra. Substitueix els exemples francesos per altres espanyols i destaquen, especialment, les copioses notes i apèndixs sobre literatura espanyola i les revisions i precisions que realitza als conceptes de Batteux. És l'obra que va establir els principis de l'estètica literària del Neoclassicisme a Espanya: la imitació de la naturalesa com a principi, i la idealització de la mateixa d'una forma sàvia i il·lustrada, sobre el concepte de bon gust. Leandro Fernández de Moratín es va inspirar en aquests principis per teoritzar i compondre el seu teatre. Tanmateix aviat es va formar un bàndol oposat a aquesta estètica, la dels prerromàntics que tenia per bandera les Lecciones de retórica y poética de l'anglès Hugo Blair, traduïdes per José Luis Munárriz i que va prendre per bandera el poeta Manuel José Quintana; l'oposició entre tots dos grups de moratinistes i quintanistes va marcar la història literària del primer terç del segle xix.

## Obres
- El espíritu de Telémaco, o Máximas y reflexiones políticas y morales del célebre poema intitulado Las aventuras de Telémaco. Sacadas fielmente, dispuestas por orden alfabético de materias e ilustradas con varias notas para su mejor inteligencia, Madrid, Benito Cano, 1796).
- El espíritu de Miguel de Cervantes Saavedra o la filosofía de este grande ingenio, presentada en máximas, reflexiones, moralidades y agudezas de todas especies, y sobre todos los asuntos más importantes de la vida civil, sacadas de sus obras y distribuidas por orden alfabético de materias. Va añadida al fin de él una novela cómica intitulada La tía fingida, obra póstuma del mismo Cervantes, hasta ahora inédita..., Madrid, Viuda de Vallin, 1814; otra ed. en París, 1827.
- Edició de Miguel de Cervantes, Obras escogidas en deu volums (Paris, Librería Hispano Francesa de Bossange pare, 1826, reimpresa por Firmin Didot, 1827).
- Edició i ampliació de Charles Batteux, Principios filosóficos de la literatura, o Curso razonado de bellas letras y de bellas artes. Obra escrita en francés por el señor abate Batteux... Traducida al castellano e ilustrada con algunas notas críticas y varios apéndices sobre la literatura española... Madrid, Sancha, 1797-1805, 9 vols.